# Jayne Svenungsson
Jayne Svenungsson (ur. 9 grudnia 1973 w Trollhättan) – szwedzka filozof religii i profesor teologii Uniwersytetu w Lund. Od 2017 jest członkiem Akademii Szwedzkiej.
28 września 2017 została wybrana do Akademii Szwedzkiej, zastępując Torgny Lindgrena na krześle nr 9.